# Kền kền lưng trắng

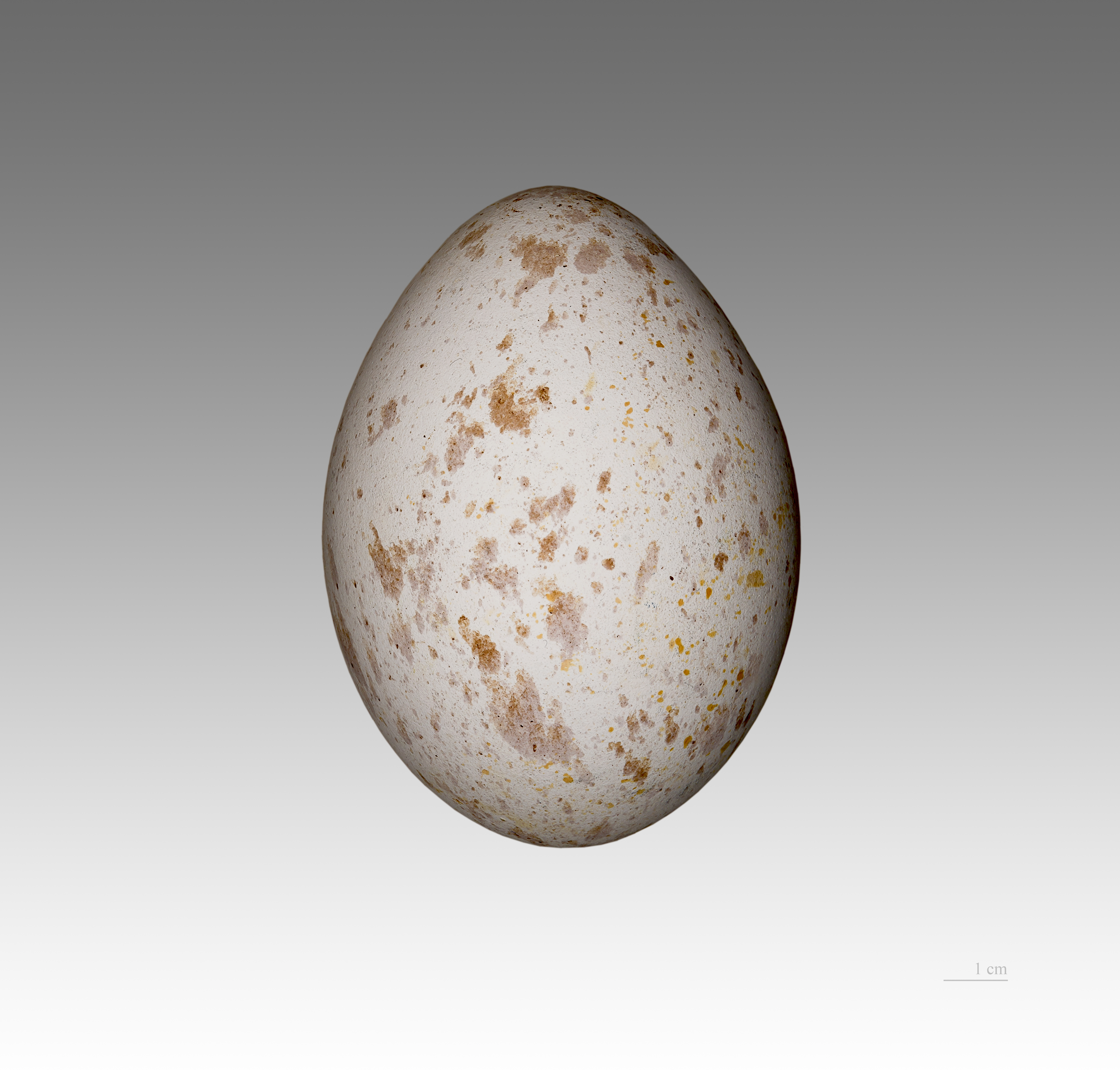
Gyps africanus

Kền kền lưng trắng (danh pháp khoa học: Gyps africanus) là một loài chim trong họ Accipitridae.
Kền kền lưng trắng là một loài kền kền điển hình, chỉ có tơ trên đầu và cổ, cánh rất rộng và lông đuôi ngắn. Chúng có cổ trắng. Mặt lưng màu trắng của cá thể trưởng thành tương phản với bộ lông chỗ khác màu đen. Cá thể chưa trưởng thành chủ yếu có màu lông sẫm. Đây là một con kền kền cỡ trung bình; khối lượng cơ thể của nó là 4,2 đến 7,2 kg (9,3–15,9 lb), dài 78 đến 98 cm (31 đến 39 in) và có sải cánh 1,96 đến 2,25 m (6 đến 7 ft).
Giống như những loài kền kền khác, nó là một loài ăn xác thối, chúng ăn chủ yếu từ xác động vật mà nó tìm thấy bằng cách bay lên trên thảo nguyên. Nó cũng lấy thức ăn từ những khu vực sinh sống của con người. Chúng thường di chuyển trong đàn. Chúng sinh sản trên cây ở thảo nguyên phía tây và phía đông và phía nam châu Phi, đẻ một quả trứng. Chúng chủ yếu sinh sống định cư.